# Драган Димитријевић
Драган Димитријевић је српски вајар.

## Биографија
Дипломирао је вајарство на Факултету ликовних уметности Универзитета уметности у Београду. Током студија је путовао у Италију и Француску. Самостално је излагао у Врњачкој Бањи 1970, Трстенику 1971. и 1973. и Загребу 1975. године. Учествовао је на групној изложби у Нишу 1969, Сусретима младих стваралаца у Новом Београду 1972, Бијеналу младих у Ријеци 1977. и 1979. и Петнаестој мајској изложби у Новом Београду 1978. Добитник је награде на изложби младих стваралаца у Новом Београду 1972. и откупне награде за спомен гробље младих бораца у Новом Саду 1977. године. Аутор је Споменика палим борцима и жртвама фашистичког терора у Трстенику 1978.